# باشگاه فوتبال کاچویرو
باشگاه فوتبال کاچویرو که معمولاً با نام کاچویرو شناخته می‌شود، یک باشگاه فوتبال برزیلی است که در کاشوئیرو جیتاپمیری، ایالت اسپیریتو سانتو واقع شده است. آنها یک بار در جام حذفی برزیل شرکت کردند.

## تاریخچه
باشگاه در روز ۹ ژانویه ۱۹۱۶ تأسیس گردید.

## افتخارات
- جام کاپیکسابا
  - قهرمان (۲): ۱۹۴۸، ۲۰۰۰